# Arrête de me chauffer, Nagatoro
Arrête de me chauffer, Nagatoro (イジらないで、長瀞さん, Ijiranaide, Nagatoro-san) est un shōnen manga écrit et illustré par Nanashi (ja), aussi connu sous le pseudonyme de 774 (qui se prononce Nanashi et qui peut signifier « anonyme »). Il est prépublié depuis le 1er novembre 2017 sur l'application mobile de manga de la Kōdansha, le Magazine Pocket, puis 20 volumes tankōbon ont été publiés par Kōdansha en août 2024. La version française est publiée par Noeve Grafx depuis le 12 mars 2021. 
Le manga a été adapté en une série d'animation. La série est réalisée par le studio Telecom Animation Film et est diffusée du 11 avril 2021 au 27 juin 2021. Une deuxième saison est réalisée par le studio OLM et est diffusée du 8 janvier 2023 au 19 mars 2023.

## Histoire

### Synopsis
Nagatoro est une lycéenne de première année. Elle fait la rencontre de Hachioji, un jeune lycéen subissant les moqueries et remarques de camarades de classe. En assistant à ces moqueries, Nagatoro pense que c'est ce dont a besoin son senpai et commence donc à le taquiner. Il finit par prendre plaisir à tenir compagnie à cette lycéenne particulière, la seule personne qui le remarque dans ce lycée.

## Personnages

### Personnages principaux
Hayase Nagatoro (長瀞 早瀬, Nagatoro Hayase)
Voix japonaise : Sumire Uesaka, voix française : Valérie Bachère (d),
Nagatoro est une jeune lycéenne de 15 ans. Elle aime taquiner Hachioji alias "Senpai" et trainer avec lui. Chaque fois que quelqu'un d'autre tente d'intimider son Senpai, elle devient très hostile envers lui. Ses amis l'appellent « Hayacchi » (ハヤっち) et semblent parfois l'ennuyer. Au fur et à mesure que la série avance, elle va se mettre à développer des sentiments pour lui (et réciproquement).
Naoto Hachioji (八王子 直人, Hachiōji Naoto) / Senpai (センパイ)
Voix japonaise : Daiki Yamashita, voix française : Enzo Ratsito (saison 1) , puis Tom Trouffier (d) (saison 2) 
Senpai est une personne introvertie et timide, qui essaie d'éviter les interactions sociales avec les autres et aime dessiner. Après avoir rencontré Nagatoro, il commence à traîner avec elle et ses amis, il prend confiance en lui au fil du temps. Senpai a quelques amis, qui l'appellent « Nao-kun », mais Nagatoro ne l'appelle que « Senpai ». Son nom complet n'est cité que dans le webcomic original.

### Personnages secondaires
Maki Gamou (蒲生 まき, Gamō Maki) / Gamo-chan (ガモちゃん)
Voix japonaise : Mikako Komatsu, voix française : Bérangère Rochet (d)
Gamo-chan est un membre du groupe d'amis de Nagatoro. Elle est la plus mature du groupe et, malgré son apparence sévère, elle agit souvent comme une « grande sœur » avec eux. Il y a une rivalité entre elle et Nagatoro. Elle aime appeler Senpai « Paisen » (パイセン) et bien qu'elle soit très critique envers lui, ils deviennent amis au fil de l'histoire.
Yoshi (ヨッシー, Yosshī)
Voix japonaise : Aina Suzuki, voix française : Rune Carmes
Yoshi est un autre membre du groupe d'amis de Nagatoro. Elle suit généralement Gamo-chan. Elle n'est pas très brillante dans ses études mais a un mental d'acier. La plupart de ses discours consistent à répéter ce que quelqu'un d'autre a déjà dit.
Sakura (桜)
Voix japonaise : Shiori Izawa, voix française : Anna Lauzeray Gishi
Sakura est une personne douce et discrète. Elle a la peau plus foncée, comme Nagatoro, avec des cheveux blonds. Elle parle souvent de sortir avec plusieurs garçons à la fois pour s'amuser.
Sana Sunomiya (須ノ宮 さな, Sunomiya Sana) / Présidente (部長, Buchō)
Voix japonaise : Nana Mizuki, voix française : Pascale Chemin
Il s'agit de la présidente du club d'art. Elle a de longs cheveux qui encadrent son visage avec des yeux cramoisis. Elle est sévère et sérieuse. Bien qu'elle n'apprécie pas Nagatoro et son influence sur Senpai, elle reconnait cependant qu'elle a joué un grand rôle dans son évolution social et artistique, et soutient leur relation.
Hana Sunomiya (須ノ宮 花, Sunomiya Hana)
Voix japonaise : Sayumi Suzushiro, voix française : Alice Orsat
C'est une élève de seconde qui a rejoint le club d'art au début de la nouvelle année scolaire. C'est la jeune cousine de la présidente et elle fut membre du même club d'art que Senpai lorsque ce dernier était au collège. Elle a beaucoup de respect pour Senpai et soutient sa relation avec Nagatoro, même si Nagatoro se méfie d'elle et a peur que Senpai ait des vues sur elle.
Misaki Nagatoro (長瀞 岬, Nagatoro Misaki)
Voix japonaise : Yoshino Nanjō (ja), voix française : Anouck Hautbois
La grande sœur de Nagatoro. C'est une universitaire qui se soucie énormément de sa petite sœur et adore la gâter, mais  elle aime aussi la taquiner et la gêne souvent. Elle fait office de modèle et de confidente pour Nagatoro.
Orihara (折原)
Voix japonaise : Kaori Maeda (ja), voix française : Justine Berger
Orihara est une judoka de niveau olympique qui fréquente le même lycée que Nagatoro et Senpai. Lorsqu'elles étaient enfants, elle et Nagatoro pratiquaient le judo ensemble, mais comme elle est devenue beaucoup plus forte que Nagatoro, celle-ci a commencé à ne plus aimer le judo, pour finalement l'abandonner après avoir été battue par Orihara lors d'un match. Elle n'est pas consciente de sa relation tendue avec Nagatoro, la traitant de manière amicale et enthousiaste et ce depuis que cette dernière a repris la pratique du judo. Elle soutient également Nagatoro dans sa relation avec Senpai et la taquine régulièrement à se sujet avec Gamo.

## Manga
Le manga est écrit par Nanashi. Il a commencé à publier son manga et ses dessins sur Pixiv. La première illustration du personnage de Nagatoro a été postée le 16 août 2011.
Le premier chapitre de Arrête de me chauffer, Nagatoro est publié le 1er novembre 2017 sur l'application mobile de manga de la Kōdansha le Magazine Pocket. Le premier volume est sorti en dématérialisé et en physique au Japon le 9 mars 2018 dans la collection Shōnen Magazine Comics de Kōdansha. Depuis le 7 août 2024, le manga est rassemblé en 20 volumes tankōbon. Les volumes possèdent des éditions spéciales avec des réalisations d'autres artistes.
La version nord-américaine est licenciée par Kodansha USA.
La version française est publiée par Noeve Grafx depuis le 12 mars 2021.
Le dernier chapitre du manga est sorti en juillet 2024.

### Liste des volumes
| no | Japonais         | Japonais                                                                | Français                                                          | Français                                                                |
| no | Date de sortie   | ISBN                                                                    | Date de sortie                                                    | ISBN                                                                    |
| --- | ---------------- | ----------------------------------------------------------------------- | ----------------------------------------------------------------- | ----------------------------------------------------------------------- |
| 1 | 9 mars 2018      | 978-4-06-511196-3                                                       | 12 mars 2021 (édition standard) 25 novembre 2022 (édition deluxe) | 978-2-49-067656-9 (édition standard) 978-2-38-316254-4 (édition deluxe) |
| Couverture : Hayase NagatoroListe des chapitres : - Chapitre 1 : Senpai, je te trouve un peu... (センパイってちょっと…, Senpai tte chotto…) - Chapitre 2 : Senpai, j'adore t'observer ! ♪ (センパイ観察するの楽しーし♪, Senpai kansatsu suru no tanoshi ̄ shi ♪) - Chapitre 3 : Senpai, tu n'es pas fâché ? (センパイって怒らないんですか？, Senpai tte okoranai ndesu ka?) - Chapitre 4 : Senpai, ton souhait s'est réalisé ! (センパイの願望が叶いましたね!!, Senpai no ganbō ga kanaimashita ne!!) - Chapitre 5 : Senpai, va te laver les dents ! (センパイ、歯、磨いてきて下さい, Senpai, ha migaite kite kudasai) - Chapitre 6 : Salut, Senpai ! (ちっす、センパイっ！, Chissu, senpai!) - Chapitre 7 : Senpai ! Tu as encore du savon sur les mains !! (センパイ。泡、残ってますよー。, Senpai. Awa, nokottemasu yo ̄.) - Chapitre 8 : Senpai, sois un peu plus... (センパイは、もうちょっと…。, Senpai wa, mō chotto….) - Chapitre bonus 1 : Senpai, qui a bien pu offrir du chocolat à quelqu'un comme toi ? (センパイにチョコをあげる人が…？, Senpai ni choko o ageru hito ga…?) - Chapitre bonus 2 : Senpai, je sais que tu es en train de me souiller ! ♥ (センパイに汚されちゃう～♡, Senpai ni yogosa re chau ~♡) |                  |                                                                         |                                                                   |                                                                         |
| 2 | 8 juin 2018      | 978-4-06-511675-3                                                       | 25 juin 2021                                                      | 978-2-49-067692-7 (édition standard) 978-2-38-316030-4 (édition deluxe) |
| Couverture : Hayase Nagatoro Extra: En France, l'édition Deluxe est comprise avec une jaquette alternative, une carte Nagatoro exclusive et un recueil d'illustrations de 32 pages couleurs contenant 2 chapitres exclusifs, une galerie d'illustrations d'auteurs invités et une galerie d'illustrations bonus de Nanashi.Liste des chapitres : - Chapitre 9 : T'es une proie facile, Senpai ! ♥ (センパイ､ちょろ過ぎる～♡, Senpai, choro sugiru ~♡) - Chapitre 10 : Allez, Senpai ! C'est à ton tour ! Réponds-moi ! (ほらセンパイ！ツッコミツッコミ！, Hora senpai! Tsukkomitsukkomi!) - Chapitre 11 : Senpai, viens t'asseoir ! (センパーイ、こっちこっち～, Senpāi, kotchi kotchi ~) - Chapitre 12 : Faisons un jeu, Senpai ! (センパーイ ゲームしましょう！, Senpāi gēmu shimashou!) - Chapitre spécial 1 : Rien ne vaut la pratique, Senpai ! (何事も実践からですよ､センパイ, Nanigoto mo jissen karadesu yo, senpai) - Chapitre 13 : Senpai, t'es une mauviette ! (センパイびびってるぅー, Senpai bibitteru ~u ｰ) - Chapitre 14 : Non Senpai, c'est ton dessin ! (いや､これセンパイの絵でしょ, Iya, kore senpai no edesho) - Chapitre spécial 2 : Je suis prête, Senpai ! (センパイ､準備出来ましたよ, Senpai, junbi dekimashita yo) - Chapitre spécial 3 : A plus, Senpai ! ♥ (じゃーねー､セ・ン・パ・イ?, Ja ̄ ne ̄ , se n Pa i?) - Chapitre bonus 3 : Oh oui, Senpai ! Un peu plus bas ! (センパイ､手､もうちょっと下げてー, Senpai,-te, mō chotto sagete) - Chapitre bonus 4 : Senpai, je crois que tu es chatouilleux ! ♥ (センパイって敏感そ~♡, Senpai tte binkan-so~♡) |                  |                                                                         |                                                                   |                                                                         |
| 3 | 9 octobre 2018   | 978-4-06-512176-4 (édition standard) 978-4-06-513635-5 (édition deluxe) | 29 octobre 2021                                                   | 978-2-38-316050-2 (édition standard) 978-2-38-316052-6 (édition deluxe) |
| Couverture : Hayase Nagatoro Extra: En France, l'édition Deluxe est comprise avec une jaquette alternative, une carte Nagatoro exclusive et un recueil d'histoires courtes de 32 pages contenant 11 mini-chapitres d'auteurs invités et un chapitre inédit dessiné par Nanashi.Liste des chapitres : - Chapitre 15 : Senpai, tes bras sont vachement fins!! (センパイ、腕ほっそ!!, Senpai, ude hosso!!) - Chapitre 16 : La touffe de senpai (センパイのもこもこ, Senpai no mokomoko) - Chapitre 17 : Dis, senpai! (ねぇ、センパイ, Ne~e, senpai) - Chapitre 18 : On remettra ça, d'accord senpai? (またやりましょうね、センパイっ, Mata yarimashou ne, senpai) - Chapitre 19 : T'es répugnant, senpai! ♥ (センパイ、キモ～♡, Senpai, Kimo ~♡) - Chapitre 20 : Merci, senpai... (あざっす、センパイ…, Azassu, senpai…) - Chapitre 21 : Senpai, merci!! (センパイ、ゴチっス!!, Senpai, Gochi ssu!!) - Chapitre 22 : Dis senpai, on va à la mer? (センパイ！海、行きましょー!!, Senpai! Umi, ikimasho ̄ !!) - Chapitre 23 : Laisse-moi t'en metrre, senpai! ♥ (塗ってあげますよ♡センパイ, Nutte agemasu yo ♡ senpai) - Chapitre bonus 5 : Alors, senpai? Il te plaît mon démanché? (どっスかセンパイ！！この腰使い！！, Dossu ka senpai! ! Kono koshi tsukai!!) - Chapitre bonus 6 : Je vais t'encourager, senpai! ♥ (センパイのやる気を…応援しちゃいますよ, Senpai no yaruki o… ōen shi chaimasu yo) |                  |                                                                         |                                                                   |                                                                         |
| 4 | 8 février 2019   | 978-4-06-514440-4                                                       | 20 mai 2022                                                       | 978-2-38-316100-4 (édition standard) 978-2-38-316208-7 (édition deluxe) |
| Couverture : Hayase Nagatoro Extra: En France, l'édition Deluxe est comprise avec une jaquette alternative, 7 ex-libris imprimés sur papier de soie et une carte Nagatoro exclusive.Liste des chapitres : - Chapitre 24 : On va au festival du quartier, senpai ? (センパイ、お祭り行きませんか？, Senpai, omatsuri ikimasen ka?) - Chapitre 25 : Ne me gêne pas, d'accord, senpai ? (センパイ、足引っ張らないで下さいよ~, Senpai, ashi hipparanaide kudasai yo~) - Chapitre 26 : On dirait un rencard, pas vrai, senpai ? ♥ (デートみたいっすね、センパイ♡, Dēto mitaissu ne, senpai♡) - Chapitre bonus 1 : Oui, senpai ! (そっスね，センパイ, Sossu ne, senpai) - Chapitre 27 : Rentrons ensemble, senpai ! (帰りましょう、センパイ, Kaerimashou, senpai) - Chapitre 28 : Ne bouge pas, paisen ! (パイセンじっとしてろよ！, Paisen jitto shi tero yo!) - Chapitre 29 : Jouons à pierre-feuille-ciseaux, senpai ! (じゃんけんしましょう、センパイ!!, Jan ken shimashou, senpai!!) - Chapitre 30 : Je t'ai vu, senpai ! (見てましたよ、センパイ…, Mitemashita yo, senpai…) - Chapitre bonus 2 : Ton corps à l'air tout raide, senpai♪ (センパイって体、硬そーですよねぇ, Senpai tte karada, kata-so ̄desu yo nee) - Chapitre hors-série : T'es vraiment répugnant, senpai ! ♥ (センパイ，マジキモ～♡, Senpai, majikimo ~♡) - Chapitre spécial 1 : Lève-toi, senpai ! ① (センパイスタンダップ！！ ①, Senpaisutandappu!! ①) - Chapitre spécial 2 : Lève-toi, senpai ! ② (センパイスタンダップ！！ ②, Senpaisutandappu!! ②)                                                           |                  |                                                                         |                                                                   |                                                                         |
| 5 | 7 juin 2019      | 978-4-06-515305-5 (édition standard) 978-4-06-516748-9 (édition deluxe) | 21 octobre 2022                                                   | 978-2-38-316139-4 (édition standard) 978-2-38-316205-6 (édition deluxe) |
| Couverture : Hayase NagatoroListe des chapitres : - Chapitre 31 : 冒険心ってものがセンパイに足りないとこなんですよ (Bōkenshin tte mono ga senpai ni tarinai toko nandesu yo) - Chapitre 32 : センパイはムッツリだし!! (Senpai wa muttsuridashi!!) - Chapitre 33 : センパイ、弁当なんですか？ (Senpai, bentō nandesu ka?) - Chapitre 34 : キモキモセンパイがまともにデート出来るわけ無いっしょ‼ (Kimokimosenpai ga matomo ni dēto dekiru wakenaissho‼) - Chapitre 35 : うちらがパイセンのセンパイになるって事だよなぁ？ (Uchi-ra ga paisen no senpai ni naru tte kotoda yo nā?) - Chapitre 36 : センパイがさせたんだろ… (Senpai ga sa seta ndaro…) - Chapitre 37 : センパイが遠い目してる (Senpai ga tōi me shi teru) - Chapitre 38 : [やってやりますよ、センパイ!! (Yatte yarimasu yo, senpai!!) - Chapitre bonus 10 : センパイ，顔真っ赤っスよ～？ (Senpai, kao makka ssu yo ~?) |                  |                                                                         |                                                                   |                                                                         |
| 6 | 8 novembre 2019  | 978-4-06-517518-7 (édition standard) 978-4-06-517519-4 (édition deluxe) | 7 avril 2023                                                      | 978-2-38-316197-4 (édition standard) 978-2-38-316211-7 (édition deluxe) |
| Couverture : Hayase NagatoroListe des chapitres : - Chapitre 39 : センパイはどう思ってんスか？ (Senpai wa dō omotten su ka?) - Chapitre 40 : 素直じゃ無いんだからー、センパイは~♡ (Sunao ja nai ndakara ̄ , senpai wa~♡) - Chapitre 41 : だっ大丈夫っスか センパイ～? (Daddaijōbu ssu ka senpai ~?) - Chapitre 42 : センパイは勝負を甘く見てますね? (Senpai wa shōbu o amaku mitemasu ne?) - Chapitre 43 : センパイは良い勝負出来ますよ!! (Senpai wa yoi shōbu dekimasu yo!!) - Chapitre 44 : トロキャットなめてんじゃねぇ (Torokyatto name tenja nē) - Chapitre 45 : 非モテはぐフナセンパイにもついに春が到来っスか～!? (Hi mote hagu-funa senpai ni mo tsuini haru ga tōrai ssu ka ~!?) - Chapitre 46 : 愛とか言われちゃってますよぉセンパーイ？ (Ai toka iwa re chattemasu yo ~o senpāi?) - Chapitre bonus 11 : セーンパイっ♡ こーんなポーズとかどっスか～？ (Sēnpai♡ ko ̄ n'na pōzu toka dossu ka~?) - Chapitre bonus 12 : 大丈夫っスか、先輩!! (Daijōbu ssu ka, senpai!!) |                  |                                                                         |                                                                   |                                                                         |
| 7 | 9 mars 2020      | 978-4-06-518517-9 (édition standard) 978-4-06-518787-6 (édition deluxe) | 2 juin 2023                                                       | 978-2-38-316319-0 (édition standard) 978-2-38-316321-3 (édition deluxe) |
| Couverture : Hayase NagatoroListe des chapitres : - Chapitre 47 : センパイと私の仲なんスから～ (Senpai to watashi no naka nansuka-ra~) - Chapitre 48 : センパイが主役っス! (Senpai ga shuyaku ssu!) - Chapitre 49 : センパイのお誘いっスか!? (Senpai no osasoi ssu ka!?) - Chapitre 50 : 手取り足取り教えてくださいね センパイ♡ (Tedori ashidori oshiete kudasai ne senpai♡) - Chapitre 51 : ウチのセンパイに何か…？ (Uchi no senpai ni nanika…?) - Chapitre 52 : センパイの将来をリアルに予想した結果っスよ？ (Senpai no shōrai o riaru ni yosō shita kekka ssu yo?) - Chapitre 53 : センパイっ 早くはかせてくださいよ～♡ (Senpai hayaku haka sete kudasai yo～♡) - Chapitre bonus 13 : スケッチ勝負っスよ センパイ!! (Suketchi shōbu ssu yo senpai!!) |                  |                                                                         |                                                                   |                                                                         |
| 8 | 9 juillet 2020   | 978-4-06-520103-9 (édition standard) 978-4-06-520104-6 (édition deluxe) | 22 septembre 2023                                                 | 978-2-38-316418-0 (édition standard) 978-2-38-316420-3 (édition deluxe) |
| Couverture : Hayase NagatoroListe des chapitres : - Chapitre 54 : センパイ、少女漫画なんて読むんスね～ (Senpai, shōjo manga nante yomu n su ne~) - Chapitre 55 : じゃあセンパイの…舐めちゃおっかな～♡ (Jā senpai no… namecha okkana ~♡) - Chapitre 56 : センパイ？どーしたんスか…？ (Senpai? Do ̄ shita n su ka…?) - Chapitre 57 : 言うじゃねーか パイセンの割によー‼ (Iu ja ne ̄ ka paisen no wari ni yo ̄ ‼) - Chapitre 58 : センパイ…さっきの…聞いてました…？ (Senpai… sakki no… kiitemashita…?) - Chapitre 59 : 上がってってくれたまえよセンパイ君？ (Agatte tte kure tamae yo senpai-kun?) - Chapitre 60 : センパイ その…あざっス…お見舞い (Senpai sono… aza ssu… omimai) - Chapitre 61 : (センパイ…姉と何話してたんスか…？, Senpai… ane to nani hanashi teta n su ka…?) - Chapitre 62 : センパイ…知りたいんだ…私の名前!! (センパイ…知りたいんだ…私の名前!!) - Chapitre bonus 14 : センパイ好きっスねー こーゆーの (Senpai suki ssu ne ̄ ko ̄ yu ̄ no) |                  |                                                                         |                                                                   |                                                                         |
| 9 | 9 novembre 2020  | 978-4-06-521245-5 (édition standard) 978-4-06-521249-3 (édition deluxe) | 12 septembre 2025                                                 | 978-2-38-316525-5 (édition standard) 978-2-38-316527-9 (édition deluxe) |
| Couverture : Hayase NagatoroListe des chapitres : - Chapitre 63 : おはざーす センパイ! (Ohaza~su senpai!) - Chapitre 64 : ここがセンパイの部屋っスかー (Koko ga senpai no heya ssu ka) - Chapitre 65 : お留守番しててくださいねーセーンパイ♡ (Orusuban shitete kudasai ne ̄ sēnpai ♡) - Chapitre 66 : このっ センパイのくせにっ (Kono senpai no kuse ni) - Chapitre 67 : センパイには教えてあげなーい♡ (Senpai ni wa oshiete agena ̄ i ♡) - Chapitre 68 : いやーゴチっス センパイ！ (Iya ̄gochi ssu senpai!) - Chapitre 69 : センパイ クリボッチじゃないっスか～♡ (Senpai kuribotchi ja naissuka~♡) - Chapitre 70 : じゃー私からセンパイにも… (Ja ̄ watashi kara senpai ni mo…) - Chapitre bonus 15 : 男いない組 怒りの徹カラ (Otoko inai kumi ikari no Tōru kara) - Chapitre bonus 16 : クリスマスプレゼント (Kurisumasu purezento) - Chapitre bonus 17 : 白い女の霊 (Shiroi on'na no rei) |                  |                                                                         |                                                                   |                                                                         |
| 10 | 9 mars 2021      | 978-4-06-522644-5 (édition standard) 978-4-06-522647-6 (édition deluxe) | 12 septembre 2025                                                 | 978-2-38-316600-9 (édition standard) 978-2-38-316602-3 (édition deluxe) |
| Couverture : Hayase NagatoroListe des chapitres : - Chapitre 71 : さぁ センパイの今年の運勢は～？ (Sa~a senpai no kotoshi no unsei wa ~?) - Chapitre 72 : センパイは結局 何お願いしたんスか？ (Senpai wa kekkyoku nani onegai shita n su ka?) - Chapitre 73 : センパイ コンタクトするんすねー!! (Senpai kontakuto suru n su neー!!) - Chapitre 74 : センパイの滑りってやっぱそんな感じなんスね (Senpai no suberi tte yappa son'na kanjina n su ne) - Chapitre 75 : なかなかいー感じでしたよ センパイ♡ (Nakanaka i ̄ kanjideshita yo senpai♡) - Chapitre 76 : パイセンさ ちょーっと体鍛えてみねえ？ (Paisen-sa cho ̄ tto karada kitaete minē?) - Chapitre 77 : センパイこーゆーの絶対興味ないっしょ!! (Senpai ko ̄ yu ̄ no zettai kyōmina issho!!) - Chapitre 78 : センパイ めっちゃビビってた～！ (Senpai metcha bibitteta ~!) - Chapitre bonus 18 : ぶちょ～さんがパイセン マンツーマンでしごいてるってさ～ (Bucho~-san ga paisen mantsūman de shigoi teru tte sa~) |                  |                                                                         |                                                                   |                                                                         |
| 11 | 6 août 2021      | 978-4-06-524023-6                                                       | 12 septembre 2025                                                 | 978-2-38-670006-4                                                       |
| Couverture : Hayase NagatoroListe des chapitres : - Chapitre 79 : なんスかセンパイ (Nansuka senpai) - Chapitre 80 : センパイが一勝でもできたら…ね (Senpai ga isshō demo dekitara… ne) - Chapitre 81 : センパイとお揃いとは～ (Senpai to osoroi towa~) - Chapitre 82 : さあ！どうなんスか！センパイっ！ (Sā! Dō nansuka! Senpai!) - Chapitre 83 : 八王子先輩には大変お世話になりました (Hachiōji senpai ni wa taihen osewaninarimashita) - Chapitre 84 : 先輩は出会ってしまったのですね (Senpai wa deatte shimatta nodesu ne) - Chapitre 85 : センパイは私がいなくて寂しくないっスか…？ (Senpai wa watashi ga inakute sabishiku naissuka…?) - Chapitre 86 : センパーイ 一緒に行きましょうよー‼ (Senpāi issho ni ikimashou yo ̄ ‼) - Chapitre bonus 19 : マッサージして下さいよ センパイ♡ (Massāji shite kudasai yo senpai♡) |                  |                                                                         |                                                                   |                                                                         |
| 12 | 9 décembre 2021  | 978-4-06-526278-8                                                       | 12 septembre 2025                                                 | 978-2-38-670007-1                                                       |
| Couverture : Hayase NagatoroListe des chapitres : - Chapitre 87 : チース センパイっ (Chīsu senpai!) - Chapitre 88 : センパイのデートの練習っスからね!? (Senpai no dēto no renshū ssukara ne!?) - Chapitre 89 : 今日のセンパイの点数発表ですっ!! (Kyō no senpai no tensū happyō desu!!) - Chapitre 90 : じゃあ…本番にふさわしいことしちゃいます？ (Jā… honban ni fusawashī koto shi chaimasu?) - Chapitre 91 : どっスかセンパイ？食べたいっスか～？ (Dossu ka senpai? Tabeta issu ka ~?) - Chapitre 92 : やっぱりセンパイびっくりさせたいし… (Yappari senpai bikkuri sa setaishi…) - Chapitre 93 : 先輩…浮かれていますね？ (Senpai… ukarete imasu ne?) - Chapitre 94 : あ センパイ こいつは… (A senpai koitsu wa…) - Chapitre bonus 20 : あっ!! ボルケーノ…!! (A! ! Borukēno…!!) - Chapitre bonus 21 : トリック&トリートっス♡ (Torikku & torītossu ♡) |                  |                                                                         |                                                                   |                                                                         |
| 13 | 8 avril 2022     | 978-4-06-527519-1                                                       |                                                                   |                                                                         |
| Couverture : Hayase NagatoroListe des chapitres : - Chapitre 95 : 長瀞…頑張れよ…!! (Nagatoro… ganbareyo…!!) - Chapitre 96 : 私のセンパイに何か…？ (Watashi no senpai ni nanika...?) - Chapitre 97 : センパイがキョドってるの丸わかりっス♡ (Senpai ga kyodo tteru no maru wakari ssu♡) - Chapitre 98 : 先輩はどうなの？ (Senpai wa dōna no?) - Chapitre 99 : センパイ…お尻とおっぱい堪能できて満足っスか…？ (Senpai... o shiri to oppai tan'nō dekite manzoku ssu ka...?) - Chapitre 100 : もしセンパイと学年が一緒だったら (Moshi senpai to gakunen ga isshodattara) - Chapitre 101 : センパイのバカ!! (Senpai no baka!!) - Chapitre 102 : センパイがどーしてもって言うなら～ (Senpai ga dōshitemo tte iunara~) - Chapitre bonus 22 : じゃあ次は私の番っスね (Jā tsugi wa watashi no tsugassu ne) |                  |                                                                         |                                                                   |                                                                         |
| 14 | 9 août 2022      | 978-4-06-528772-9                                                       |                                                                   |                                                                         |
| Couverture : Hayase NagatoroListe des chapitres : - Chapitre 103 : 何ボーっとしてんスか！センパイっ！ (Nan bō tto shite n su ka! Senpai~tsu!) - Chapitre 104 : どうなんだよ!? パイセンとはよー (Dōna nda yo! ? Paisen to wa yō) - Chapitre 105 : 付き合ってもらいますよーセンパイ！ (Tsukiatte moraimasu yo ̄senpai!) - Chapitre 106 : さあセンパイ！準備はいっスか！？ (Sā senpai! Junbi wa issu ka! ?) - Chapitre 107 : 俺は 俺は…!! (Ore wa ore wa...!!) - Chapitre 108 : センパイ!!センパイっ!! (Senpai!! Senpai!!) - Chapitre 109 : 何グズグズしてんスか センパイッ!! (Nani guzuguzu shite n su ka senpai!!) - Chapitre bonus 23 : おっぱいの大きさ勝負～!! (Oppai no ōkisa Shōbu~!!) |                  |                                                                         |                                                                   |                                                                         |
| 15 | 6 janvier 2023   | 978-4-06-530336-8                                                       |                                                                   |                                                                         |
| Couverture : Hayase NagatoroListe des chapitres : - Chapitre 110 : 先輩と長瀞先輩はどうなんですか…？ (Senpai to Nagatoro senpai wa dōna ndesu ka…?) - Chapitre 111 : センパイの相談に乗ってあげて…下さい!! (Senpai no sōdan ni notte agete… kudasai!!) - Chapitre 112 : センパイはどっち描きたいんスか？ (Senpai wa dotchi kakitai n su ka?) - Chapitre 113 : よろしくお願いしますね センパイ♡ (Yoroshiku onegaishimasu ne senpai ♡) - Chapitre 114 : よろしくお願いします センパイ♡ (Yoroshiku onegaishimasu senpai ♡) - Chapitre 115 : 私にチューして欲しいんスよね センパイは♡ (Watashi ni chū shite hoshī n su yo ne senpai wa♡) - Chapitre 116 : 必殺!!センパイ殺し～!! (Hissatsu!! Senpai goroshi ~!!) - Chapitre bonus 24 : 少し... 脱いでよてくれないか...? (Sukoshi... Nuide yote kurenai ka...?) |                  |                                                                         |                                                                   |                                                                         |
| 16 | 9 mai 2023       | 978-4-06-531656-6                                                       |                                                                   |                                                                         |
| Couverture : Hayase NagatoroListe des chapitres : - Chapitre 117 : センパイのとこも強化合宿っスか (Senpai no toko mo kyōka gasshuku ssu ka)) - Chapitre 118 : センパイ!?とウサギ共… (Senpai! ? To usagi-domo…) - Chapitre 119 : だよね～センパイ君？ (Da yo ne ~ senpai-kun?) - Chapitre 120 : ハヤっちとも一緒に入りたかった~ (Hayatchito mo issho ni hairitakatta~) - Chapitre 121 : センパイが泣いて頼むからっ♡ (Senpai ga naite tanomu kara♡) - Chapitre 122 : センパイのくせに…生意気っスよ… (Senpai no kuse ni… namaiki ssu yo…) - Chapitre 123 : ……ね センパイ… (…… Ne senpai…) - Chapitre 124 : センパイ この勝負受けて立ちますよ!! (Senpai kono shōbu ukete tachimasu yo!!) - Chapitre bonus 25 : 心と身体を解き放て (Kokoro to karada o tokihanate) |                  |                                                                         |                                                                   |                                                                         |
| 17 | 8 septembre 2023 | 978-4-06-532882-8                                                       |                                                                   |                                                                         |
| Couverture : Hayase NagatoroListe des chapitres : - Chapitre 125 : やっぱセンパイは意表をついてきますね (Yappa senpai wa ihyō o tsuite kimasu ne) - Chapitre 126 : センパイ今こそ激流を下る時っスよ！ (Senpai ima koso gekiryū o kudaru toki ssu yo!) - Chapitre 127 : センパイ…今日は…特別っスよ (Senpai… kyō wa… tokubetsu ssu yo) - Chapitre 128 : お世話になってます ウチのセンパイが…!! (Osewa ni nattemasu uchi no senpai ga…!!) - Chapitre 129 : センパイだって頑張ってんだし (Senpai datte ganbatte ndashi) - Chapitre 130 : センパイがこっちでどんな感じか… (Senpai ga kotchi de don'na kanji ka…) - Chapitre 131 : センパイ待ってー!! (Senpai matte!!) |                  |                                                                         |                                                                   |                                                                         |
| 18 | 9 décembre 2023  | 978-4-06-533935-0                                                       |                                                                   |                                                                         |
| Couverture : Hayase NagatoroListe des chapitres : - Chapitre 132 : ねぇ センパイ…こないだの話なんスけど… (Ne senpai… konaida no hanashina n su kedo…) - Chapitre 133 : わかったっスよ センパイの言いたいこと… (Wakattassu yo senpai no iitai koto…) - Chapitre 134 : センパーイ！ ど どうでした!? (Senpāi! Do dōdeshita!?) - Chapitre 135 : 胸を張れ 八王子!! (Mune o hare Hachiōji!!) - Chapitre 136 : ガモちゃん いけーっ!! (Gamo-chan ike~tsu!!) - Chapitre 137 : 後は頼んだぜ パイセン (Ato wa tanonda ze paisen) - Chapitre 138 : まぁセンパイっぽいスけど (Ma~a senpai ppoi sukedo) |                  |                                                                         |                                                                   |                                                                         |
| 19 | 9 avril 2024     | 978-4-06-535162-8                                                       |                                                                   |                                                                         |
| Liste des chapitres : - Chapitre 139 : センパイの中に放出したんス！ (Senpai no naka ni hōshutsu shita n su!) - Chapitre 140 : 私はセンパイと出会った (Watashi wa senpai to deatta) - Chapitre 141 : 私とセンパイのために戦う!! (Watashi to senpai no tame ni tatakau!!) - Chapitre 142 : センパイっ!! ちょ…ちょ…ちょ… (Senpai~tsu! ! Cho… cho… cho…) - Chapitre 143 : ほら何か言って下さいよ センパイ (Hora nani ka itte kudasai yo senpai) - Chapitre 144 : センパイの…センパイのくせに… (Senpai no… senpai no kuse ni…) - Chapitre 145 : でもセンパイ 恋人同士って… (Demo senpai koibito dōshi tte…) |                  |                                                                         |                                                                   |                                                                         |
| 20 | 7 août 2024      | 978-4-06-536570-0                                                       |                                                                   |                                                                         |
| Liste des chapitres : - Chapitre 146 : センパイの出方待ち…というか… (Senpai no dekata-machi… to iu ka…) - Chapitre 147 : センパイ！ 部活終わったら時間ありますか!? (Senpai! Bukatsu owattara jikan arimasu ka!?) - Chapitre 148 : 私とセンパイは…他人…？ (Watashi to senpai wa… tanin…?) - Chapitre 149 : センパイちょっと声上ずってませんか…？ (Senpai chotto koe uwazuttemasen ka…?) - Chapitre 150 : いつも通りセンパイキモキモでさー (Itsumodōri senpai kimo kimo de-sa) - Chapitre 151 : センパイッ!! 頑張れっ!! センパイッ!! (Senpai~tsu!! Ganbare ~tsu!! Senpai~tsu!!) - Chapitre 152 : 私のセンパイッ… (Watashi no senpai~tsu…) - Chapitre 153 : センパイの夢はなんですか？ (Senpai no yume wa nandesu ka?) - Chapitre 154 : センパイっ!! 長瀞っ!! (Senpai!! Nagatoro!!) |                  |                                                                         |                                                                   |                                                                         |

## Anime
Le 2 juillet 2020, une adaptation en une série télévisée animée du manga a été annoncée. La série est animée par le studio Telecom Animation Film et réalisée par Hirokazu Hanai, avec Taku Kishimoto en tant que scénariste, Misaki Suzuki s'occupant du design des personnages et Gin composant la musique de la série. La série est diffusée entre le 11 avril et le 27 juin 2021 sur Tokyo MX, BS11, MBS et AT-X,. Elle est composée de douze épisodes.
La série est éditée par King Record Company Limited.
Crunchyroll diffuse en simulcast la série dans le monde entier, excepté en Asie. Depuis le 11 janvier 2022,, la plateforme diffuse également une version doublée en français de la série réalisée par le studio de doublage Time-Line Factory, sous la direction artistique de Grégory Laisné. La série est diffusée en France par ADN. L'anime est diffusée en Asie par Amazon Prime. 
Sumire Uesaka interprète l'opening de la saison 1 intitulée Easy Love, elle interprète également l'ending intitulé Colorful Canvas (カラフル・キャンバス, Karafuru Kyanbasu) accompagnée de Mikako Komatsu, Aina Suzuki et Shiori Izawa,.
Une deuxième saison a été annoncée le 23 octobre 2021. Pour celle-ci Shinji Ushiro officiera au poste de réalisateur à la place de Hirokazu Hanai tandis que l'animation sera géré par le studio OLM et non plus par Telecom Animation Film,. Le reste du staff est quant à lui inchangé. Elle est diffusée sur Abema (ja) au Japon du 8 janvier 2023, au 19 mars 2023. La série est diffusée sur les autres pays en simulcast sur Crunchyroll.
Sumire Uesaka interprété l'opening de la saison 2 intitulée Love Crazy, elle interprète également l'ending intitulé  My Sadistic Adolescence accompagnée de Mikako Komatsu, Aina Suzuki et Shiori Izawa.

### Liste des épisodes

#### Saison 1
| No                                               | Titre français                                                            | Titre japonais                                                                              | Titre japonais                                                                                   | Date de 1re diffusion |
| No                                               | Titre français                                                            | Kanji                                                                                       | Rōmaji                                                                                           | Date de 1re diffusion |
| ------------------------------------------------ | ------------------------------------------------------------------------- | ------------------------------------------------------------------------------------------- | ------------------------------------------------------------------------------------------------ | --------------------- |
| 1                                                | Je te trouve un peu... Tu t'énerves jamais ?                              | センパイって、ちょっと… センパイって怒らないんですか？                                      | Senpaitte, chotto... Senpaitte okoranain desu ka?                                                | 11 avril 2021         |
| [Chapitres 1-2-3]                                |                                                                           |                                                                                             |                                                                                                  |                       |
| 2                                                | Ton souhait s'est réalisé ! Coucou, c'est moi !                           | センパイの願望が叶いましたね！！ ちっす、センパイっ！                                       | Senpai no ganbō ga kanaimashita ne!! Chissu, Senpai!                                             | 18 avril 2021         |
| [Chapitres 4-5-12-6 + Bonus 5]                   |                                                                           |                                                                                             |                                                                                                  |                       |
| 3                                                | On rejouera, hein ? Viens t'asseoir ici !                                 | またやりましょうね、センパイっ センパーイ、こっちこっち〜                                   | Mata yarimashō ne, Senpai Senpāi, kotchi kotchi〜                                                | 25 avril 2021         |
| [Chapitres 17-18-11-10 + Side Story 2]           |                                                                           |                                                                                             |                                                                                                  |                       |
| 4                                                | T'es tout rouge ! Tu devrais un peu plus…                                 | センパイ、顔真っ赤っスよ〜？ センパイは、もうちょっと……                                     | Senpai, kao makkassu yo〜? Senpai wa, mō chotto ......                                           | 2 mai 2021            |
| [Chapitres 7-19-8 + Side Story 1 + Bonus 10]     |                                                                           |                                                                                             |                                                                                                  |                       |
| 5                                                | Tout touffu Merci beaucoup !                                              | センパイのもこもこ センパイ、ゴチっス！！                                                   | Senpai no mokomoko Senpai, go-chissu!!                                                           | 9 mai 2021            |
| [Chapitres 16-20-21 + Bonus 9-4]                 |                                                                           |                                                                                             |                                                                                                  |                       |
| 6                                                | T'es grave naïf Ramène-toi à la plage !                                   | センパイ、ちょろ過ぎる〜♥ センパイ！海、行きましょー！！                                    | Senpai, choro sugiru〜♥ Senpai! umi, ikimashō!!                                                  | 16 mai 2021           |
| [Chapitres 9-14-22-23]                           |                                                                           |                                                                                             |                                                                                                  |                       |
| 7                                                | On va au festival ? On dirait un rencard On rentre ?                      | センパイ、お祭り行きませんか？ デートみたいっすね、センパイ♡ 帰りましょう、センパイ         | Senpai, omatsuri ikimasen ka? Dēto mitaissu ne, senpai♡ Kaerimashō, Senpai                       | 23 mai 2021           |
| [Chapitres 24-25-26-27 + Bonus 7]                |                                                                           |                                                                                             |                                                                                                  |                       |
| 8                                                | Ce serait plutôt marrant, en fait. On joue à pierre-feuille-ciseaux       | 意外と楽しいかもしれないっスね、元センパイ♡ じゃんけんしましょう、センパイ！！              | Igai to Tanoshii ka mo Shirenaissu ne, Moto Senpai♡ Janken Shimashō, Senpai!!                    | 30 mai 2021           |
| [Chapitres 15-35-28-29 + Side Story 5 + Bonus 2] |                                                                           |                                                                                             |                                                                                                  |                       |
| 9                                                | C'est vraiment un cochon Un gars aussi chelou peut pas gérer un rencard ! | センパイはムッツリだし！！ キモキモセンパイがまともにデート出来るわけ無いっしょ！！         | Senpai wa Muttsuri Dashi!! Kimokimo Senpai ga Matomo ni Dēto Dekiru Wakenaissho!!                | 6 juin 2021           |
| [Chapitres 32-34 + Side Story 4]                 |                                                                           |                                                                                             |                                                                                                  |                       |
| 10                                               | T'as pas l'air souple Mets-en-lui plein la vue !                          | センパイって体、硬そーですよねぇ やってやりますよ、センパイ！！                             | Senpaitte Karada, Kata Sō Desu yo nē Yatte Yarimasu yo, Senpai!!                                 | 13 juin 2021          |
| [Chapitres 30-36-37-38, Back cover 1 + Bonus 8]  |                                                                           |                                                                                             |                                                                                                  |                       |
| 11                                               | T'en penses quoi ? T'es vraiment pas honnête Senpai♡                      | センパイはどう思ってんスか？ 素直じゃないんだからー、センパイはー♡                          | Senpai wa Dō Omottensu ka? Sunao ja Nain da Karā, Senpai wā♡                                     | 20 juin 2021          |
| [Chapitres 39-40-41-42]                          |                                                                           |                                                                                             |                                                                                                  |                       |
| 12                                               | Genre, une bestiole comme toi commence à percer ? T'y as mis ton amour ?  | 非モテはぐフナセンパイにもついに春が到来っスか～？ 愛とか言われちゃってますよぉセンパーイ？ | Himote Hagu Funa Senpai ni mo Tsui ni Haru ga Tōraissu ka～? Ai Toka Iwarechattemasu yoo Senpāi? | 27 juin 2021          |
| [Chapitres 43-44-45-46 + 8 (épilogue)]           |                                                                           |                                                                                             |                                                                                                  |                       |

#### Saison 2
| No      | Titre français                                   | Titre japonais                             | Titre japonais                                    | Date de 1re diffusion |
| No      | Titre français                                   | Kanji                                      | Rōmaji                                            | Date de 1re diffusion |
| ------- | ------------------------------------------------ | ------------------------------------------ | ------------------------------------------------- | --------------------- |
| 1 (13)  | On est potes, non ?                              | センパイと私の仲なんスから～               | Senpai to watashi no nakanansu kara〜             | 8 janvier 2023        |
| 2 (14)  | Ça alors, tu m'invites ?                         | センパイのお誘いっスか!?                   | Senpai no osasoi ssu ka!?                         | 8 janvier 2023        |
| 3 (15)  | T'as entendu notre conversation ?                | センパイ…さっきの…聞いてました…            | Senpai… sakki no… kiitemashita…?                  | 15 janvier 2023       |
| 4 (16)  | Tu peux entrer. Fais comme chez toi.             | 上がってってくれたまえよセンパイ君♡        | Agatte tte kure tamae yo senpai-kun♡              | 22 janvier 2023       |
| 5 (17)  | C'est à ça que ressemble ta chambre              | ここがセンパイの部屋っスかー♡              | Koko ga senpai no heya suka                       | 29 janvier 2023       |
| 6 (18)  | Seras-tu chanceux cette année ?                  | さぁ センパイの今年の運勢は～？            | Sā senpai no kotoshi no unsei wa ~?               | 5 février 2023        |
| 7 (19)  | Ça m'étonne pas que tu sois nul                  | センパイの滑りってやっぱそんな感じなんスね | Senpai no suberi tte yappa son'na kanjina n su ne | 12 février 2023       |
| 8 (20)  | Et si tu faisais un peu de muscu ?               | パイセンさ ちょーっと体鍛えてみねえ        | Paisen-sa chotto karada kitaete minē?             | 19 février 2023       |
| 9 (21)  | Si tu gagnes ne serait-ce qu'un combat...        | センパイが一勝でもできたら…ね              | Senpai ga isshō demo dekitara… ne                 | 26 février 2023       |
| 10 (22) | Je dois beaucoup à Hachiôji                      | 八王子先輩には大変お世話になりました       | Hachiōji senpai ni wa taihen osewaninarimashita   | 5 mars 2023           |
| 11 (23) | T'es pas triste que je sois pas là ?             | センパイは私がいなくて寂しくないっスか…？  | Senpai wa watashi ga inakute sabishiku naissuka…? | 12 mars 2023          |
| 12 (24) | Tu veux faire un truc classique de rendez-vous ? | じゃあ…本番にふさわしいことしちゃいます？  | Jā…Honban ni Fusawashī Kotoshi Chaimasu?          | 19 mars 2023          |

## Réception
| Numéro de volume | Rang de vente | Durée      |
| ---------------- | ------------- | ---------- |
| 2                | 34            | 1 semaine  |
| 3                | 20            | 1 semaine  |
| 4                | 24            | 2 semaines |

Arrête de me chauffer, Nagatoro a reçu des critiques mitigées. Les premiers chapitres ont été critiqués pour les taquineries de Nagatoro, les critiques les comparant à des brimades. Cependant, le dessin et le développement du personnage ont été bien accueillis, Nagatoro montrant un côté plus doux à mesure que la série progresse,,.
Arrête de me chauffer, Nagatoro a également été comparée à d'autres œuvres du genre "moqueries", telles que Quand Takagi me taquine et Uzaki-chan Wants to Hang Out!,. 
En novembre 2019, le manga s'est vendu à plus d'un million d'exemplaires au Japon, et a dépassé les 1,2 million à la mi-juillet 2020,.
Les protagonistes de la série sont apparus dans un caméo dans la Kaguya-sama : Love Is War - Dōjin Edition(ja) Kaguya-sama wa Kokurasetai - Doujin-ban Vol. 4, Kōdansha, 2020, 184 p. (ISBN 978-4-08-891648-4). Nanashi a également dessiné un manga en collaboration avec Azu, Tejina Senpai.